# Rue du Pont-Vieux
Pour les articles homonymes, voir Rue du Pont.
La rue du Pont-Vieux (en occitan : carrièra del Pont Vièlh) est une voie de Toulouse, chef-lieu de la région Occitanie, dans le Midi de la France.

## Situation et accès

### Description
La rue du Pont-Vieux est une voie publique. Elle se trouve dans le quartier Saint-Cyprien, dans le secteur 2 - Rive gauche. 
Elle est longue de 138 mètres. 
La chaussée compte une seule voie de circulation automobile à sens unique, depuis la place Charles-Laganne jusqu'à la rue de la Laque. La deuxième partie de la rue, entre la rue de la Laque et la rue du Chairedon, compte en revanche deux voies de circulation, mais qui restent en sens unique. L'ensemble de la rue du Pont-Vieux appartient à une zone de rencontre et la vitesse y est limitée à 20 km/h. Il n'existe pas de piste, ni de bande cyclable, quoiqu'elle soit à double-sens cyclable.

### Voies rencontrées
La rue du Pont-Vieux rencontre les voies suivantes, dans l'ordre des numéros croissants (« g » indique que la rue se situe à gauche, « d » à droite) :
1. Rue Charles-Laganne (g)
2. Place Charles-Laganne (d)
3. Rue de la Laque (d)
4. Rue du Chairedon

### Transports
La rue du Pont-Vieux n'est pas directement desservie par le réseau de transport en commun Tisséo. Elle se trouve cependant à proximité de la rue de la République et de la rue des Teinturiers, parcourues par la navette Ville. Plus loin, à l'ouest, les allées Charles-de-Fitte sont parcourues par les lignes de bus 13144566. La station de métro la plus proche est la station Saint-Cyprien – République de la ligne .
Les stations de vélos en libre-service VélôToulouse les plus proches sont les stations no 74 (37 rue Charles-Laganne), no 75 (12 place Charles-Laganne) et no 76 (34 rue de la République).

## Odonymie
La rue du Pont-Vieux – dont le nom se rencontre déjà au XIIIe siècle – rappelle la présence d'un ancien pont de ce nom, qui franchissait la Garonne dans l'axe de cette rue. Il s'agit d'un  pont-aqueduc construit au Ier siècle pour alimenter en eau la nouvelle ville gallo-romaine de Tolosa. S'il perd sa fonction d'aqueduc à la fin de l'Antiquité, il est entretenu durant tout le Moyen Âge, seul pont permettant de franchir le fleuve. C'est après la construction du pont de la Daurade, dans le troisième quart du XIIe siècle, qu'il est désigné comme le « pont vieux ». Il disparait, emporté par plusieurs crues de la Garonne, au cours des XVe et XVIe siècles. Le dernier vestige, connu comme le « rocher de Carnaval », est finalement démoli en 1949. 
La rue actuelle ne doit pas être confondue avec d'autres rues ayant porté le même nom au Moyen Âge ou à l'époque moderne, particulièrement la partie ouest de l'actuelle rue de Metz, de la place du Pont-Neuf à la place Étienne-Esquirol, entre les XIIIe et XIVe siècles, mais aussi le côté sud de l'actuelle place de la Daurade, entre les XIIIe et XVIIIe siècles, et la partie sud de l'actuelle rue Peyrolières, de la rue de Metz à la rue Clémence-Isaure, entre les XIIIe et XVIIIe siècles. Par ailleurs, en 1794, pendant la Révolution française, l'actuelle rue du Pont-Vieux fut désignée comme la rue l'Activité, sans que cette appellation subsiste.